# ليرة لكية
الليرة اللُكِّيّة كانت عملة جمهورية لكة حتى عام 1800 ومرة أخرى لدوقية لكة بين عامي 1826 و1847.

## التاريخ
تم تداول الليرة حتى عام 1800، عندما تم إدخال الفرنك الفرنسي، مصحوبًا بالفرنك اللوكانى من عام 1805، بعد سقوط نابليون ظلت ولاية لوكان بدون عملة رسمية، باستخدام كل من الفرنكات القديمة والليرة التوسكانية وتوسكان، ثم عادت ليرة لوكان إلى الظهور في عام 1826 بأمر من الدوق كارلو لتحل محل جميع العملات المتداولة، احتوت الليرة على الفضة أقل من الليرة التوسكانية، استوعبت توسكانا لكة في عام 1847 واستبدلت بـ فيورينو بمعدل 1 فيورينو = 12⁄3 ليرة توسكان = 2 ليرة لكية.

## العملات المعدنية
تم تقديم العملات المعدنية في عام 1826 بفئات (q.1، وq.2، وq.5، و1، و2، و3، و5، و10) من العملات المعدنية و ₤1، و₤2، ضربت فئات كواتريني و s.1 بالنحاس، وكانت الفئات الأعلى بالفضة.